# Kabala, Mardin
Kabala là một thị trấn thuộc huyện Mardin, tỉnh Mardin, Thổ Nhĩ Kỳ. Dân số thời điểm năm 2010 là 8.639 người.